# Apatou
Apatou è un comune francese situato nella Guyana francese. Il comune è stato creato nel 1976 separandolo dal vecchio comune di Grand-Santi-Papaïchton-Apatou.